# Olívia
Az Olívia női név az oliva (olajfa) szó és női név származéka.

## Rokon nevek
- Oliva:[1] latin eredetű női név, a jelentése olajfa.[2]
- Olivia:[1] az Olívia alakváltozata.

## Gyakorisága
Az 1990-es években Magyarországon az Olívia ritka, az Oliva szórványos név, a 2000-es években nem szerepelnek a 100 leggyakoribb női név között.
Az Olivia név 2006-ban Angliában és Walesben az első, 2007-ben a harmadik helyen, 2008-ban és 2009-ben ismét az első helyen állt a népszerűségi listán. Amerikában 2007-ben a hetedik, 2008-ban a hatodik legnépszerűbb női név.

## Névnapok
Olívia, Oliva
- március 5.[2]
- december 3.

## Híres Olíviák, Olivák
- Velez Olívia magyar színésznő
- Olivia de Havilland amerikai színésznő
- Olivia Newton-John brit születésű ausztráliai énekesnő, színésznő
- Olivia Rogowska ausztrál teniszezőnő
- Olivia Sanchez francia teniszezőnő
- Olivia Wilde amerikai színésznő
- Olivia Hussey brit színésznő
- Olivia, a Lego Friends egyik szereplője
- Olivia Rodrigo énekes és Disney színésznő

## Kapcsolódó irodalmi, zenei művek
One direction: Olivia
Ellen Potter: Olivia  